# Nefza (cheval)
Pour les articles homonymes, voir Nefza.
Le poney des Nefza est une race de poneys, originaire de Tunisie. Désormais considérée comme éteinte, elle est parfois fusionnée avec le poney des Mogods.

## Histoire
Ces poneys sont décrits dans des sources coloniales françaises du début du XXe siècle. 
L'encyclopédie de l'université de l'Oklahoma (2007) cite le Nefza, sans préciser s'il est éteint ou non ; celle de CAB International (2016) renvoie l'entrée du « Nefza » à celle du Poney des Mogods. Le guide Delachaux compte le Nefza parmi les races de chevaux tunisiennes éteintes.

## Description
Dans sa monographie La question chevaline en Tunisie (1902), l'inspecteur colonial français Félix Pichon-Vendeuil décrit le poney des Nefza comme toisant de 1,20 m à 1,40 m. Il ajoute que « la tête est assez forte et bien fixe, l'œil expressif, la physionomie animée ». D'après lui, « l'encolure, un peu courte, est néanmoins gracieuse ». La poitrine est large et profonde. Le dos, plutôt saillant, est puissant. La queue est bien plantée. Les membres sont larges et forts, avec des aplombs très réguliers.
Les robes dominantes sont le gris et l'alezan.

## Utilisations
Dans les années 1960, les Nefza circulent essentiellement à cheval.

## Diffusion de l'élevage
L'étude menée par l'université d'Uppsala en 2007 le signale comme race locale africaine, désormais éteinte. En revanche, sur la base de données DAD-IS, le statut de la race est indiqué comme inconnu.